# Regina Philips
Regina Philips (* 6. März 1961) ist eine ehemalige deutsche Judoka, die 1983 Vizeeuropameisterin im Leichtgewicht war.
Regina Philips war von 1981 bis 1988 jedes Jahr, mit der Ausnahme 1986, Deutsche Meisterin im Leichtgewicht, 1990 und 1992 war sie Meisterin im Halbmittelgewicht. Sie startete für den TSV Bayer 04 Leverkusen, 1992 trat sie für den TSV Abensberg an. 
Nachdem sie bei den Europameisterschaften 1982 den fünften Platz belegt hatte, erreichte sie 1983 das Finale. Dort unterlag sie Gerda Winklbauer aus Österreich. 1984 gewann sie eine Bronzemedaille. Bei den Europameisterschaften 1985 und 1986 belegte sie den fünften Platz. Bei den Weltmeisterschaften der Studierenden gewann sie 1984 Silber und 1986 Bronze. 1987 erkämpfte sie eine Bronzemedaille bei den Europameisterschaften. Ein halbes Jahr später gewann sie auch bei den Weltmeisterschaften in Essen Bronze, nachdem sie im Viertelfinale gegen die Französin Catherine Arnaud verloren hatte. Bei den Olympischen Spielen 1988 wurde Frauenjudo als Demonstrationswettbewerb ausgetragen. Regina Philips unterlag der Chinesin Liu Guizhu und belegte den dritten Platz. 1990 wechselte sie ins Halbmittelgewicht, konnte aber keine internationalen Medaillen mehr gewinnen.